# Королівська битва (2008)
Королівська битва (2008) (анґл. Royal Rumble (2008)) — це щорічне pay-per-view-шоу, яке проводить федерація реслінґу WWE. Шоу пройшло 27 січня 2008 року в Медісон-сквер-гарден(англ. Madison Square Garden) у місті Нью-Йорк, США. Це було двадцять перше шоу в історії «Королівської битви». 5 матчів відбулися під час шоу, та ще один перед показом.